# Emmy Raver-Lampman
Emmy Raver-Lampman (tên khai sinh là Emily Christine Raver Lampman, ngày 5 tháng 9 năm 1988) là một nữ diễn viên và ca sĩ người Mỹ. Cô bắt đầu sự nghiệp của mình khi làm việc trong nhà hát nhạc kịch, và đã biểu diễn trong nhiều tác phẩm lưu diễn quốc gia và sân khấu Broadway như Hair, Jekyll & Hyde, Wicked và Hamilton. Cô đã đóng vai Allison Hargreeves trong loạt phim Học viện Umbrella của Netflix.

## Tiểu sử
Raver-Lampman sinh ra và lớn lên ở Norfolk, Virginia. Cô được nhận làm con nuôi; mẹ cô Sharon là giáo sư tại Đại học Old Dominion, trong khi cha cô Greg là một nhà văn và giáo viên. Cô lớn lên là con một, đã đi du lịch nhiều nơi (hơn 50 quốc gia) và sống ở Cộng hòa Séc, Ukraine và Ấn Độ khi còn nhỏ do công việc của mẹ cô. Cô có một người em gái cùng cha khác mẹ, kém cô hai mươi tuổi.
Cô theo học trường trung học nghệ thuật biểu diễn, Trường Nghệ thuật của Thống đốc, cũng như trường trung học Maury ở Norfolk. Sau đó cô theo học trường Cao đẳng Marymount Manhattan ở thành phố New York. Cô bắt đầu làm diễn viên chuyên nghiệp khi còn đi học và bắt đầu học từ xa trong năm học cơ sở. Cô đã tham gia sản xuất Hair, và cô tạm thời rời khóa học của mình khi chỉ còn một học kỳ trước khi tốt nghiệp, nhưng cuối cùng cô đã quay lại để tốt nghiệp với bằng Cử nhân Nghệ thuật Sân khấu vào năm 2012.

## Sự nghiệp
Sự nghiệp của Raver-Lampman bắt đầu ở sân khấu nhạc kịch. Vai diễn sân khấu chuyên nghiệp đầu tiên của cô là trong vở kịch Children of Eden sản xuất vào tháng 5 năm 2010, do Trung tâm Biểu diễn Nghệ thuật Astoria sản xuất. Cô đã thử giọng cho vở nhạc kịch khi còn là sinh viên năm hai tại trường cao đẳng và giành được vai chính. Sau đó, cô ấy đã thử giọng và tham gia chuyến lưu diễn quốc gia năm 2010 của Hair, từ đó cô ấy đã kiếm được thẻ Vốn chủ sở hữu của mình..
Raver-Lampman ra mắt sân khấu Broadway vào mùa hè năm 2011, khi Hair trở lại sân khấu Broadway với sản phẩm lưu diễn. Cô rời Hair khi quá trình sản xuất kết thúc ở Broadway vào tháng 9 năm đó. Mùa thu năm sau, Raver-Lampman tham gia chuyến lưu diễn quốc gia lần thứ 3 của vở nhạc kịch Jekyll & Hyde với tư cách là thành viên của ban nhạc và diễn viên phụ cho vai chính, Lucy Harris. Quá trình sản xuất được chuyển đến Broadway vào tháng 4 năm 2013 với thời lượng tham gia giới hạn trong hai tháng nhưng đã đóng cửa sau một tháng. Cuối năm 2013, Raver-Lampman được chọn tham gia vở kịch gốc A Night with Janis Joplin của Broadway. Cô đã biểu diễn như một người dự bị cho đến khi chương trình kết thúc vào tháng 2 năm 2014 và sau đó được chọn tham gia chuyến lưu diễn đầu tiên tại Mỹ của vở nhạc kịch Wicked với vai trò dự bị cho vai chính Elphaba.
Sau hợp đồng một năm của cô với Wicked, Raver-Lampman trở lại New York vào tháng 3 năm 2015, và sau đó đã thử vai cho một trong hai vai diễn chung mà Hamilton sẽ thêm vào chương trình sau buổi biểu diễn Off-Broadway. Cô đã được chọn và trở thành một phần của dàn diễn viên ban đầu của Hamilton trên sân khấu Broadway, đồng thời là diễn viên phụ cho cả ba vai nữ chính: Angelica, Eliza và Peggy/Maria Reynolds. Hamilton mở màn vào tháng 8 năm 2015. Vào tháng 9 năm 2015, Raver-Lampman là một phần của buổi đọc toàn sao vở nhạc kịch rock gốc mang tên Galileo Vào tháng 12 năm đó, cô tham gia hội thảo MCC Theater của vở kịch Alice By Heart.
Vào tháng 1 năm 2016, có thông báo rằng cô đã được chọn vào vai Pearl Krabs trong buổi thử sản xuất ở Chicago của vở nhạc kịch SpongeBob SquarePants. Cô rời Hamilton vào tháng 4 năm 2016 và là một trong hai diễn viên ban đầu không tham gia quay phim sản xuất. Cô trở lại Hamilton vào cuối năm đó với tư cách là thành viên ban đầu của chương trình sản xuất ở Chicago, bắt đầu xem trước vào tháng 9 năm 2016. Vào tháng 3 năm 2017, cô tham gia chuyến lưu diễn quốc gia đầu tiên của chương trình với sự tham gia của Angelica. Cô đi lưu diễn với chương trình cho đến cuối năm 2017, biểu diễn ở San Francisco và Los Angeles.
Vào cuối năm 2019, có thông báo rằng cô sẽ tham gia cùng bạn diễn cũ ở Hamilton Solea Pfeiffer với tư cách là bạn diễn của vở nhạc kịch gốc mới Gun & Powder, do Robert O'Hara đạo diễn. Buổi biểu diễn kéo dài một tháng tại Arlington, Virginia, khai mạc vào ngày 28 tháng 1 năm 2020.
Raver-Lampman đã nhận được vai diễn truyền hình lớn đầu tiên của cô vào năm 2017, đóng vai Allison Hargreeves trong Học viện Umbrella, kết hợp với các diễn viên Elliot Page và Tom Hopper, cùng những người khác. Chương trình được quay vào nửa đầu năm 2018 và được phát hành trên Netflix vào tháng 2 năm 2019. Chương trình là loạt phim nổi tiếng thứ ba của Netflix vào năm 2019, với hơn 45 triệu người xem. Raver-Lampman đã quay mùa thứ hai trong hơn 5 tháng vào năm 2019, với mùa đầu tiên sẽ ra mắt vào tháng 7 năm 2020.
Trong suốt năm 2019, cô cũng có các vai khách mời trong các chương trình truyền hình như A Million Little Things và Jane the Virgin. Raver-Lampman được giới thiệu trong album 2019 Seven Nights in Chicago của Daveed Diggs và Rafael Casal. Vào tháng 7 năm 2020, có thông báo rằng Raver-Lampman sẽ thay thế Kristen Bell lồng tiếng cho Molly Tillerman trong chương trình Apple TV+ Central Park. Thông báo được đưa ra sau khi Bell rút khỏi vì tranh cãi về màn thể hiện của cô với tư cách là một nhân vật đa chủng tộc. Raver-Lampman lồng tiếng cho Molly trong mùa thứ hai của loạt phim.

## Cuộc sống cá nhân
Raver-Lampman có mối quan hệ với Daveed Diggs, người mà cô gặp vào năm 2015 khi biểu diễn cùng nhau ở Hamilton.

## Đóng phim

### Phim điện ảnh
| Năm  | Tiêu đề               | Vai diễn   | Chú ý     |
| ---- | --------------------- | ---------- | --------- |
| 2019 | Stucco                | Relaxer    | Phim ngắn |
| 2020 | aTypical Wednesday    | Millie     |           |
| 2021 | Untitled Horror Movie | Alex       |           |
| 2022 | Dog                   | Bella      |           |
| 2022 | Phi vụ đen            | Mira Jones |           |
| 2022 | Gatlopp               | Sam        |           |

### Phim truyền hình
| Năm           | Tiêu đề                 | Vai diễn                                      | Chú ý                                                                            |
| ------------- | ----------------------- | --------------------------------------------- | -------------------------------------------------------------------------------- |
| 2016          | Odd Mom Out             | người phụ nữ hẹn hò                           | Tập: "Hamming It Up"                                                             |
| 2018          | A Million Little Things | Rebecca                                       | Tập: "Friday Night Dinner"                                                       |
| 2019          | American Dad!           | Đại lý du lịch (lồng tiếng)                   | Tập: "Stompe le Monde"                                                           |
| 2019          | Jane the Virgin         | Lily Lofton                                   | Tập: "Chapter Ninety-seven"; "Chapter Ninety-eight"                              |
| 2019          | Robot Chicken           | Peppermint / Mẹ của cậu bé (lồng tiếng)       | Tập: "Robot Chicken's Santa's Dead (Spoiler Alert) Holiday Murder Thing Special" |
| 2019–hiện tại | Học viện Umbrella       | Allison Hargreeves / Number Three / The Rumor | Vai chính; 30 Tập                                                                |
| 2021–2022     | Central Park            | Molly Tillerman (lồng tiếng)                  | Vai chính (mùa 2-hiện tại)                                                       |
| 2022          | Nailed It!              | Bản thân (giám khảo khách mời)                | Tập: "Umbrella Academy"                                                          |
| 2022          | Family Guy              | Mary Elizabeth Becca Ryan (Lồng tiếng)        | Tập: "Get Stewie"                                                                |

## Nhà hát
| Năm       | Tiêu đề                   | Vai diễn                                                     | Nơi diễn                                                     | Chú ý                                       |
| --------- | ------------------------- | ------------------------------------------------------------ | ------------------------------------------------------------ | ------------------------------------------- |
| 2010      | Children of Eden          | Eve / Mama Noah                                              | Trung tâm Biểu diễn Nghệ thuật Astoria: tháng 5 năm 2010     | Sản xuất ngoài sân khấu                     |
| 2010–2011 | Hair                      | Quần chúng Học việc: Dionne, Abraham Lincoln                 | Lưu diễn toàn quốc: Tháng 10 năm 2010 – Tháng 6 năm 2011     | Lưu diễn toàn quốc                          |
| 2010–2011 | Hair                      | Quần chúng Học việc: Dionne, Abraham Lincoln                 | Nhà hát St. James: Tháng 7 – tháng 9 năm 2011                | Sự trở lại của tour diễn Broadway           |
| 2012–2013 | Jekyll & Hyde             | Quần chúng Học việc: Lucy Harris                             | Lưu diễn toàn quốc: Tháng 10 năm 2012 – Tháng 3 năm 2013     | Chuyến lưu diễn toàn quốc lần thứ ba        |
| 2012–2013 | Jekyll & Hyde             | Quần chúng Học việc: Lucy Harris                             | Nhà hát Marquis: Tháng 4 – tháng 5 năm 2013                  | sự hồi sinh của Broadway                    |
| 2013–2014 | A Night with Janis Joplin | Dự bị Học việc: Joplinaires                                  | Nhà hát Lyceum: Tháng 10 năm 2013 – Tháng 2 năm 2014         | Dàn diễn viên gốc của sân khấu Broadway     |
| 2014–2015 | Wicked                    | Elphaba (Dự phòng)                                           | Lưu diễn toàn quốc: Tháng 2 năm 2014 – Tháng 3 năm 2015      | Thay thế chuyến lưu diễn toàn quốc đầu tiên |
| 2015–2017 | Hamilton                  | Quần chúng Học việc: Angelica, Eliza, Peggy / Maria Reynolds | Nhà hát Richard Rodgers: Tháng 7 năm 2015 – Tháng 4 năm 2016 | Sản xuất ban đầu tại sân khấu Broadway      |
| 2015–2017 | Hamilton                  | Quần chúng Học việc: Angelica, Eliza, Peggy / Maria Reynolds | Eliza Tour: Tháng 9 năm 2016 – Tháng 2 năm 2017              | Sản xuất ở Chicago                          |
| 2015–2017 | Hamilton                  | Angelica                                                     | Chuyến lưu diễn Angelica: Tháng 3 – Tháng 12 năm 2017        | Chuyến lưu diễn toàn quốc đầu tiên          |
| 2016      | SpongeBob SquarePants     | Pearl Krabs                                                  | Nhà hát Oriental: Tháng 6 – Tháng 7 năm 2016                 | Sản xuất ban đầu ở Chicago                  |
| 2020      | Gun & Powder              | Martha                                                       | Nhà hát Signature: Tháng 1 – Tháng 2 năm 2020                | Sản xuất ban đầu của Virginia               |